# グラーフ (称号)
グラーフ（独: Graf、女性の場合はグレーフィン（独: Gräfin））は、ドイツ語圏（神聖ローマ帝国、ドイツ帝国、オーストリア）における貴族の爵位の一つ。古高ドイツ語ではそれぞれグラーフィオ（grafio）およびグラーヴォ（gravo）であり、これは中世ラテン語のグラッフィオ（graffio）さらにビザンティン・古代ギリシア語のグラフェウス（grapheus、書記）に由来すると考えられている。これに対し、フランスやイタリア等で同等の伯爵に相当するラテン語のコメス（comes、仏: comte/comtesse、伊: conte/contessa）は、ローマ帝国後期の帝国高等財務官（comes largitionum）に由来する。
グラーフは一般的には伯爵に相当するが、グラーフの意味するものは幅広く、神聖ローマ帝国における帝国諸侯（ライヒス・グラーフ）を意味することもあれば、封土を持たない名誉称号的な伯までをも指す。方伯、辺境伯、宮中伯などのグラーフは、神聖ローマ帝国の序列で伯爵よりも上の、フュルストに次ぐ扱いであった。また、後代に増加する諸伯は、フュルスト並みに扱われた。
グラーフの語を含む爵位には、以下のようなものがある。また歴史上、この他のグラーフも見られる。
| ドイツ語         | 日本語訳 | 英語（参考）                       | 語源・備考 |
| ---------------- | -------- | ---------------------------------- | --- |
| Markgraf         | 辺境伯   | Margrave (大陸のみ)、Marquess      | Mark = march (辺境) + Graf。帝国の国境付近の統治者。                                                             |
| Landgraf         | 方伯     | Landgrave                          | Land (地方) + Graf。特定の地方全体の統治者。                                                                     |
| Reichsgraf       |          | Imperial Count                     | Reich = (神聖ローマ) 帝国 + Graf。皇帝により授与あるいは認証された爵位。                                         |
| Gefürsteter Graf |          | Princely Count                     | 「諸侯（fürst、フュルスト）とされた」 + Graf。                                                                   |
| Pfalzgraf        | 宮中伯   | Count Palatine、Palsgrave (古英語) | Pfalz (宮廷領) + Graf。もとは「宮廷の権力によって統治」したが、 後代には「宮廷の領土を統治」する者の意となった。 |
| Rheingraf        | ライン伯 | Rhinegrave                         | Rhein (ライン川) + Graf。ライン川に画された領邦の統治者。                                                        |
| Burggraf         | 城伯     | Burgrave                           | Burg (城) + Graf。城塞を中心とした領邦の統治者。                                                                 |
| Altgraf          |          | Altgrave                           | Alt (古) + Graf。帝国による認証よりも遡る時代から有する伯位の家柄。 ザルム家のみが有する。                       |
| Freigraf         | 自由伯   | Free Count                         | Frei = 自由 + Graf。                                                                                             |
| Waldgraf         |          | Wildgrave                          | Wald = 森林 + Graf。森林に覆われた地方の統治者。                                                                 |
| Raugraf          |          | Raugrave                           | Rau (未開地) + Graf。未開地の統治者。                                                                            |
| Vizegraf         | 副伯     | Viscount                           | Vize = vice- (副) + Graf。                                                                                       |